# اس‌اس جوستیسیا
اس‌اس جوستیسیا (به انگلیسی: SS Justicia) یک زیردریایی است که طول آن ۷۷۶ فوت (۲۳۷ متر) می‌باشد. این زیردریایی در سال ۱۹۱۴ ساخته شد.